# 政次夏希
政次 夏希（まさつぐ なつき、1977年6月3日 - ）は、日本のフリーアナウンサー、中京テレビ放送の契約アナウンサー、元テレビ宮崎のアナウンサー。NTB所属。身長160cm。血液型A型。

## 来歴
愛知県名古屋市出身。椙山女学園高等学校、椙山女学園大学人間関係学部卒業（教育学専攻）。
大学卒業後、2000年にテレビ宮崎にアナウンサーとして入社。同局在籍時には『UMKスーパーサタデー JAGA2天国』のリポーターを務めていた。
その後、結婚を機にテレビ宮崎を退社して名古屋へ戻り、名古屋タレントビューロー（現・NTB）に所属。2004年10月から中京テレビへ出向し、同局の契約アナウンサーを務めていた。後に長女の出産を控え、2007年6月いっぱいで一度中京テレビとの契約を打ち切ったが、出産後の2008年10月から再び同局アナウンス部に勤務していた。
2011年9月29日、同月いっぱいで中京テレビとの契約を終了することを自身のブログで公表した。その後もNTBには所属しており、主婦業と並行して岐阜放送の番組に出演するなど、中京圏での活動を続けている。2014年に次女を出産した後、2016年8月に中京テレビに出向復帰した。

## エピソード
中学時代に、NHK名古屋放送局のテレビドラマ『中学生日記』に出演していたことがある。大学時代には、愛知県大府市の観光大使「ミスおおぶ」に選ばれたことがある。
テレビ宮崎時代に出演していた『JAGA2天国』は、日本テレビ系全国ネットの『ニュースの女王決定戦』にノミネートされることが多く、同特番では政次が『JAGA2天国』のリポート中に酒を飲んで酔っぱらったまま祭に参加し、泥まみれになりながらリポートする様子などがノミネートされていた。
契約アナウンサーへの転向後、友人の結婚式の帰りに夫婦で中日劇場の前を車で通った際に殺人事件の騒ぎに遭遇した。政次はその一部始終を手持ちのビデオカメラで撮影しており、これも『ニュースの女王決定戦』にノミネートされることになった。さらには、2005年10月1日に休暇で訪れたバリ島でバリ島爆弾テロ事件に遭遇。政次は同行していた母親にビデオカメラで撮影してもらいながら現地の模様をリポートし、撮影映像を現地の通信会社に依頼して日本テレビへ伝送してもらった。この映像は、日本時間の同日から2日未明に放送の『NNNきょうの出来事』で取り上げられた。また、同年10月10日には『中京テレビニュースプラス1』で事件後の現地の様子を語り、現地で撮影した映像も公開した。

## 担当番組

### テレビ宮崎
- UMKスーパーサタデー JAGA2天国（リポーター）

### 中京テレビ
- 中京テレビニュースプラス1 （2004年 - 2006年、リポーター）
- NNNきょうの出来事 中京テレビローカルパート（2004年 - 2006年、リポーター）[1]
- 真相報道 バンキシャ! 中京テレビローカルパート（2004年 - 2006年、キャスター）[7][8]
- クスクス（2004年 - 2006年、リポーター）
- 中京テレビNEWSリアルタイム（2006年 - 2007年、リポーター）
- news zero 中京テレビローカルパート（2008年 - 2011年 / 2016年8月 - 、キャスター）[9]
- キャッチ! （ナレーター）

### 岐阜放送
- あなたの街から（2013年、リポーター）[10][11]